# Jan Pak Hu-jae
Jan Pak Hu-jae (ko. 박후재 요한) (ur. 1798 lub 1799 w Yongin, Korea, zm. 3 września 1839 w Seulu) – męczennik, święty Kościoła katolickiego.
Jan Pak Hu-jae był synem katolickiego męczennika Wawrzyńca Pak. Przeniósł się z rodziną do Seulu, gdzie utrzymywał się produkując buty ze słomy. Został aresztowany w czasie prześladowań w 1839 r. Ścięto go w Seulu w miejscu straceń za Małą Zachodnią Bramą 3 września 1839 r. z 5 innymi katolikami (Marią Pak K’ŭn-agi, Barbarą Kwŏn Hŭi, Barbarą Yi Chŏng-hŭi, Marią Yi Yŏn-hŭi i Agnieszką Kim Hyo-ju).
Dzień jego wspomnienia przypada 20 września (w grupie 103 męczenników koreańskich).
Beatyfikowany 5 lipca 1925 r. przez Piusa XI, kanonizowany 6 maja 1984 r. przez Jana Pawła II w grupie 103 męczenników koreańskich.